# 切斯特菲爾德 (麻薩諸塞州)
切斯特菲爾德（英語：Chesterfield）是一個位於美國麻薩諸塞州漢普夏縣的鎮。

## 人口
根據2020年美國人口普查的數據，切斯特菲爾德的面積為80.90平方千米，當中陸地面積為79.90平方千米，而水域面積為1.00平方千米。當地共有人口1186人，而人口密度為每平方千米15人。